# 斎藤道彦
斎藤道彦（さいとう　みちひこ、1943年10月30日 - ）は、中国学者、中央大学名誉教授。
東京生まれ。東京都立大学 (1949-2011)中国文学科卒、1972年東京大学大学院人文科学研究科中国語中国文学専攻博士課程単位取得満期退学。桜美林大学講師、1975年中央大学経済学部講師、助教授、82年教授。1985-87年中華人民共和国天津市・南開大学訪問研究。2014年定年退任、名誉教授。

## 著書
- 『五・四運動の虚像と実像 一九一九年五月四日北京』中央大学出版部 中央大学学術図書 1992
- 『暮らしてみた中国 日常生活・大学・知識人』田畑書店 1993
- 『アジア史入門 日本人の常識』白帝社 2010
- 『尖閣問題総論』創英社/三省堂書店 2014
- 『日本人のための尖閣諸島史』双葉新書 2014

### 共編
- 『李大釗文献目録 付選集未収資料』増訂版 丸山松幸共編 汲古書院 東洋学文献センター叢刊影印版 1980
- 『中国を知ろう 初級中国語』共著 神保出版 1998
- 『中国に行こう 中国語教科書』再版 共著 神保出版 1998
- 『日中関係史の諸問題』編著 中央大学出版部 中央大学政策文化総合研究所研究叢書 2009
- 『中国への多角的アプローチ』全3巻 編著　中央大学出版部　中央大学政策文化総合研究所研究叢書 2012‐14

## 注
1. ↑  『現代日本人名録』2002年